# Fazenda Vilanova
Ne doit pas être confondu avec Fazenda Nova.
Pour les articles homonymes, voir Fazenda (homonymie).
Fazenda Vilanova est une municipalité brésilienne située dans l'État du Rio Grande do Sul.